# تثليج

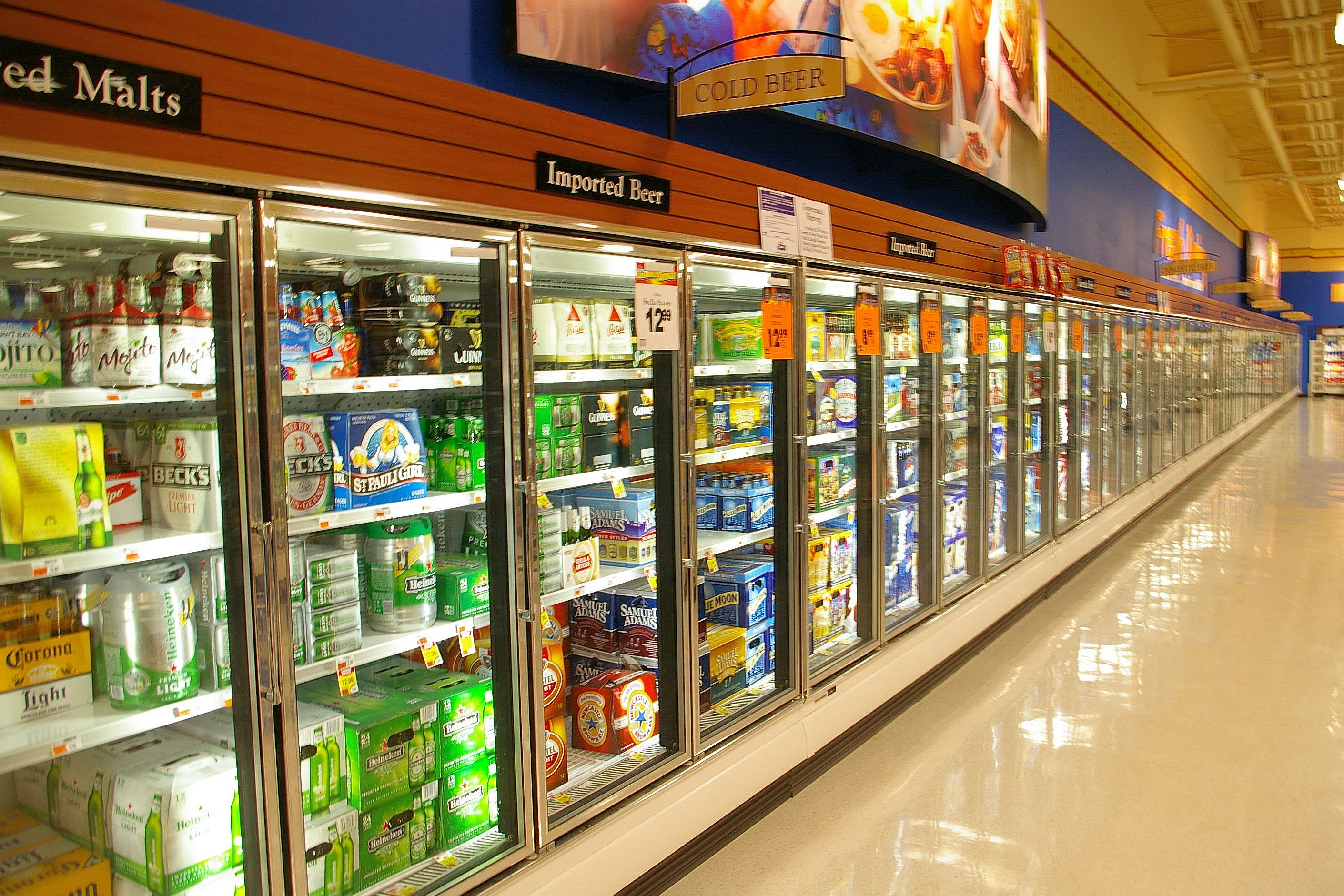

التثليج عملية تستعمل دورة تثلج لتخفيض درجة الحرارة من إحدى الجهتين (بخلاف الهدف النقيض مضخة الحرارة). وأقرب التطبيقات لعامة الناس جهاز الثلاجة، وتتعدد تطبيقاتها.
عملية انتقال الحرارة تلك عادةً ما تتم عن طريق وسائل ميكانيكية، لكنها أيضًا من الممكن أن تتم عن طريق الحرارة أوالقوى الميغناطيسية أوالقوى الكهربية أوالليزر أوبأي وسيلة أخرى.
للتبريد تطبيقات متعددة منها -وليس على سبيل الحصر- : الثلاجات المنزلية، المجمدات الصناعية، كريوجينيكس "فيزياء درجات الحرارة المتدنية"، التكييفات.
المضخات الحرارية يمكنها أن تستخدم الحرارة الناتجة عن عملية التبريد، كما أنه من الممكن تصميمها بطريقةٍ تجعلها قابلة للعكس، ولكن من ناحية أخرى فهي تشبه وحدات التكييف. ولخاصية التبريد تأثير كبير على الصناعة، والمعيشة، والزراعة، والمستوطنات.
تعود فكرة الحفاظ على الغذاء إلى الأمبراطوريات الصينية والرومانية القديمة على الأقل، ومع ذلك فلقد تطورت تقنية التبريد الميكانيكي في القرن الماضي من تجميع الثلج حتى عربات السكك الحديد التي تسيطر عليها درجة الحرارة. كما ساهم إدخال عربات السكك الحديد المبردة تلك على التوسع من ناحية غرب الولايات المتحدة؛ مما أدى إلى السماح بالاستيطان في مناطق ليست موجودة على قنوات النقل الرئيسية كالانهار أو الموانئ أو مسارات الوادي.
المستوطنات النامية في الأجزاء المجدّبة من الريف، مليئة بالمصادر الطبيعية المستكشفة حديثًا، أنماط تلك المستوطنات الجديدة ساعدت بشكل كبير على إنشاء مدن كبيرة والتي قدرت على النماء في مثل تلك المناطق التي كان يُعتقد أنها غير صالحة للسُكنى، مثل هيوستن وتكساس ولاس فيغاس ونيفادا.
في البلدن المتقدمة تعتمد المدن بشكل كبير على التبريد في السوبرماركت للحصول على طعامهم للاستهلاك اليومي. أدت زيادة مصادر الغذاء إلى اعتماد نسبة المبيعات الزراعية بشكل أكبرعلى نسبة قليلة من المزارع الموجودة، المزارع اليوم تعطي للفرد إنتاجًا أكبر بكثير إذا ما قُورنت بإنتاجها خلال أواخر القرن الثامن عشر، وقد أدى هذا إلى إتاحة مصادر الغذاء الجديدة لجميع السكان، مما له كبير الأثر على التغذية في المجتمع.
هنالك بعض المعايير يجب أن تتحقق في السائل المستخدم في المضخات الحرارية والتبريد ودورات ORC، يتم استخدام العديد من السوائل الناتجة من خلال كل هذه التقنيات، الأمونيا هي أول ما استخدم كمادة مُبرِدة.
من الممكن تعريف التبريد: بأنه علم توفير درجة الحرارة والمحافظة عليها أقل من درجة حرارة الغلاف الجوي المحيط بها، وهذا يعني استمرارية سحب الحرارة من جسم درجة حرارته بالفعل أقل من درجة حرارة البيئة المحيطة.

## آثاره على نمط الحياة والنظام الغذائي
في أواخر القرن التاسع عشر وحتى بداية القرن العشرين كانت الأطعمة المتاحة تتأثر بشكل كبير بتغير فصول السنة واعتمادًا على الأنواع التي يمكن زراعتها محليًا  باستثناء السلع الغذائية الأساسية (السكر، الأرز، الفاصوليا) والتي لا تحتاج إلى تبريد، ولكن نظام التبريد قد أزال تلك القيود.
لعب التبريد دورًا كبيرًا في زيادة أهمية وبالتالي مدى شعبية السوبرماركت  الحديث. الخضراوات والفاكهة التي تنمو في غير موسمها، أو التي تنمو في أماكن بعيدة أصبحت الآن متوفرة بسعرٍ أقل، وقد أدى نظام التبريد إلى زيادة هائلة في اللحوم ومنتجات الألبان كجزء من إجمالي مبيعات السوبرماركت.
بالإضافة إلى استبدال البضائع المشتراه، فإن القدرة على تخزين الناس للأطعمة لوقت أطول أدى إلى زيادة أوقات الراحة والفراغ. قبل ظهور الثلاجات المنزلية، كان الناس مضطرون إلى شراء مستلزمات وجباتهم يوميًا.

## آثاره على التغذية
إن وجود التبريد سمح بالتعامل مع المواد القابلة للفساد وتخزينها بشكل صحي، كما أنه يعززمن إنتاج محاصيل في غير موسمها أو وقتها، ويساهم في تحسين الاستهلاك وتوافر الغذاء.
لقد تغيرت طرقنا في الحفاظ على الأطعمة، انتقالًا من استخدام الملح للتخزين إلى الحرص على مراقبة نسب الصوديوم في الأطعمة بشكل أدق، إن القدرة على نقل وتخزين المواد القابلة للفساد كاللحوم والألبان أدت إلى زيادة في معدل استهلاك الألبان بنسبة 1.3% وزيادة في اجمالي استهلاك البروتين بنسبة 1.25% سنويًا بالولايات المتحدة بعد عام 1890.
لم يقبل الناس على استهلاك هذه المواد سريعة التلف فقط لأنه أصبح من الأسهل عليهم تخزينها، ولكن لأن الابتكارات في مجال النقل والتخزين المبرد أدت إلى تقليل تلف تلك المواد وكذلك تخفيض تكلفة نقلها؛ مما أدى إلى انخفاض أسعار هذه المنتجات.
عمل التبريد على زيادة  بنسبة 5.1% على الأقل في تحسين ورفع وضع البالغين- في الولايات المتحدة- من خلال تحسين التغذية، وعند إضافة نسبة التأثيرات الغير مباشرة المتعلقة بتحسّن جودة الغذاء وانخفاض الأمراض فإن مجمل التأثير يصبح أكبر.
  أظهرت الدراسات الحديثة أيضًا وجود علاقة عكسية بين عدد الثلاجات في المنزل ومعدل الوفيات بمرض سرطان المعدة به.